# Кубанка (река, впадает в Кизилташский лиман)
Кубанка (Якушкино Гирло) — рукав Старой Кубани в Анапском районе Краснодарского края России. Длина реки — 8,5 км (8 верст).

## География
Ранее Кубанка отделялась от Старой Кубани, но в современности является её основным руслом. Протекает по территории Анапского района, к северо-западу от хутора Уташ. Впадает в Кизилташский лиман.

## История
Изначально Старая Кубань была одним из многочисленных рукавов обширной дельты Кубани, которая впадала сразу и в Чёрное и в Азовское море, заболачивая обширные территории плавней.
После рукотворной коррекции русла Кубани, произведённой в XIX веке, произошло осушение плавней, а Старая Кубань заилилась и заросла, практически исчезнув. Была восстановлена рукотворно, в XX веке, в виде собственно Старой Кубани впадающей в Чёрное море и Якушкиного гирла (Кубанки) впадающей в Кизилташский лиман. Эти работы были произведены в рамках развития сети оросительных каналов, для мелиорации территории плавней и нужд рыбоводства.

## Значение
В реке обитает 12 видов рыб: щука, тарань, красноперка, жерех, линь, шемая, уклея, сом, речной угорь, пиленгас, судак, серебряный карась.
Обеспечивает мелиорацию плавней около хутора Уташ и питает Кизилташский лиман. Обеспечивает водой рыбоводческие хозяйства.